# Adrián Fernández
Adrián Fernández (né le 20 avril 1965 à Mexico au Mexique) est un pilote automobile mexicain. Après avoir longtemps piloté en monoplace dans les championnats CART et IndyCar Series, il a également participé au Championnat du monde d'endurance FIA au sein de l'écurie Aston Martin Racing.

## Biographie
Après avoir commencé sa carrière sportive sur deux roues (dans des épreuves de moto-cross), Adrián Fernández passe au sport automobile en 1981, à l'âge de 16 ans. Il pilote dans diverses catégories de monoplace en Amérique et même en Europe et remporte le championnat du Mexique de Formule 3 en 1991.
En 1992, il participe au championnat Indy Lights (l'antichambre du CART) et fait sensation en remportant quatre courses (un record pour un débutant) et en terminant troisième du championnat. Dès la saison suivante, il accède au CART, au sein de l'écurie Galles Racing. Après des premières saisons discrètes, il explose en 1996, année qui correspond à son transfert dans l'écurie Tasman Motorsports. À Toronto, il devient le premier pilote mexicain depuis Héctor Rebaque en 1982 à remporte une manche du championnat, et termine à la douzième place du championnat. Après une saison 1997 ratée, il retrouve le chemin de la victoire grâce à son passage en 1998 chez Patrick Racing : remarquable de régularité, il termine le championnat à la quatrième place avec deux victoires (à Mid-Ohio et à Motegi au Japon). Ses succès dans ce qui est alors le principal championnat automobile aux États-Unis lui valent d'être nommé "Athlète de l'année" au Mexique, où il jouit d'une grande popularité. Il poursuit sur sa lancée en 1999 (deux victoires et 6e du championnat) et en 2000 (encore deux victoires).
En 2001, Fernandez quitte le Patrick Racing pour fonder sa propre écurie, le Fernández Racing. Même s'il continue de figurer régulièrement aux premières places, il doit attendre 2003 pour renouer avec la victoire, à Portland. Son succès fait de lui le premier pilote-propriétaire à s'imposer dans une manche du championnat depuis Bobby Rahal en 1993.
En 2003, parallèlement à son engagement en CART, il s'engage dans le championnat concurrent IndyCar Series par le biais du Super Aguri Fernández Racing, une structure dont il est copropriétaire avec l'ancien pilote de Formule 1 Aguri Suzuki. En 2004, il quitte le CART pour s'engager (en tant que pilote et directeur d'écurie) en IndyCar, où il se retrouve donc propriétaire de deux voitures (l'une sous la bannière du Super Aguri Fernández Racing, l'autre sous celle du Fernández Racing qu'il pilote). Après un début de saison compliqué, il ne tarde pas à trouver ses marques dans ce nouveau championnat et remporte trois courses en fin de saison, ce qui lui permet de terminer à la quatrième place du classement général. Malgré ses succès, il peine à trouver des sponsors et pour assurer la survie de son écurie, doit céder son volant à Scott Sharp, qui amène un important sponsor personnel. Il ne délaisse pas le pilotage pour autant puisqu'il participe à plusieurs manches de NASCAR Busch Series (sur une voiture du Hendrick Motorsports), de Grand-Am (sur une voiture de sa propre équipe) et retrouve même l'IRL à l'occasion des 500 miles d'Indianapolis 2005 sur la deuxième voiture du Fernandez Racing.
En 2007, le Fernández Racing cesse son implication en IndyCar Series faute d'argent et Adrián Fernández se concentre (à la fois comme pilote et propriétaire) sur le championnat American Le Mans Series, où il engage une Acura ARX-01b LMP2 officielle. Pour préparer la probable future participation de son équipe aux 24 Heures du Mans 2008, il a d'ailleurs participé à la classique mancelle pour la première fois de sa carrière en 2007, au volant d'une Zytek de l'écurie Barazi-Epsilon.

## Fernández Racing

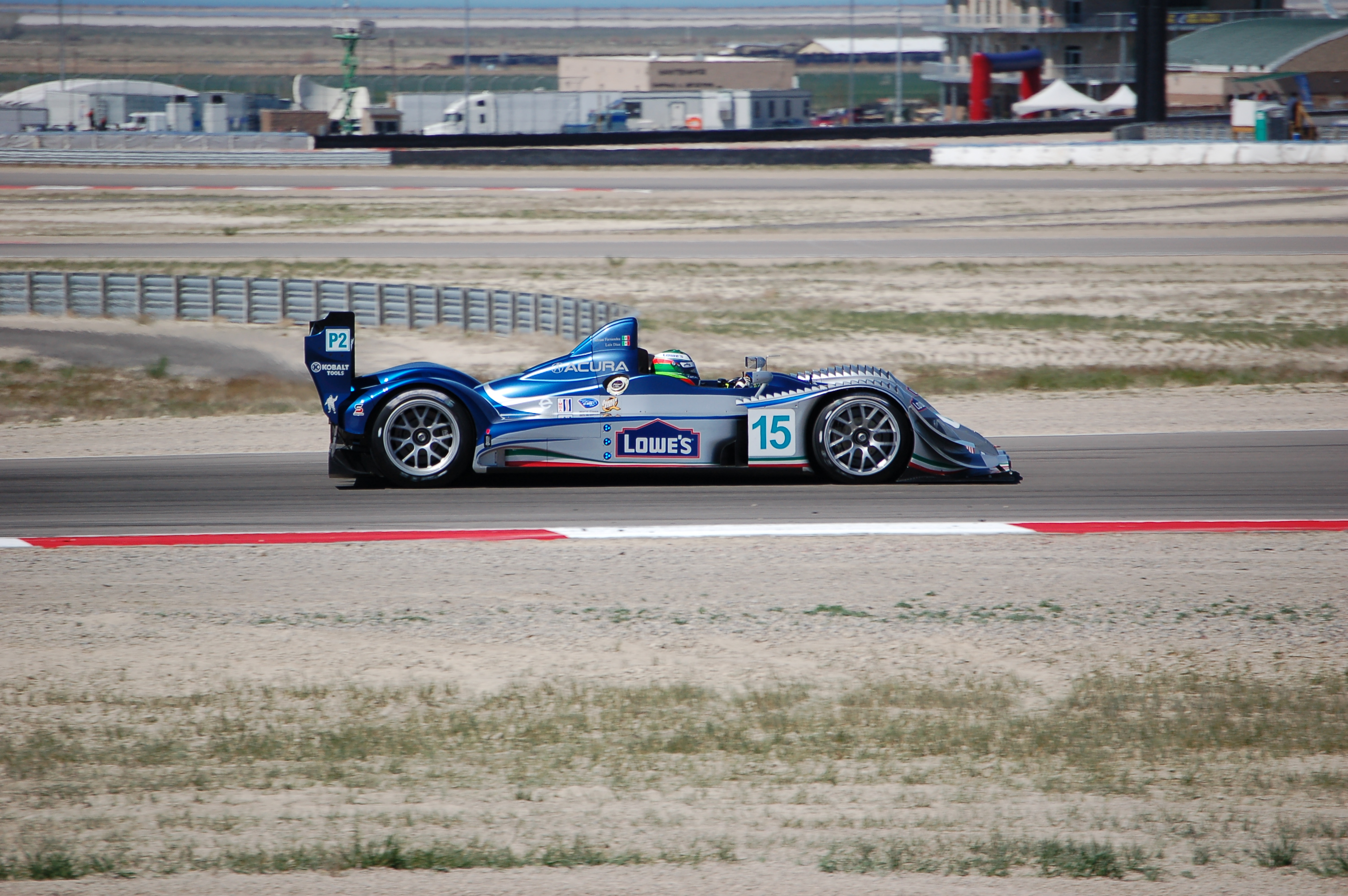
L'Acura ARX-01b en 2008

## Palmarès
- Formule 3
  - Champion du Mexique en 1991
- CART
  - Vice-champion en 2000
  - 8 victoires entre 1996 et 2003
- IndyCar Series
  - 3 victoires en 2004
- Rolex Sports Car Series
  - Vainqueur au général à Mid-Ohio en 2006 avec le Fernández Racing
- American Le Mans Series
  - Champion dans la catégorie LMP2 en 2009 avec le Fernández Racing
  - Vainqueur au général à Laguna Seca lors des American Le Mans Series 2010 avec l'Aston Martin Racing

## Résultats aux 24 Heures du Mans
| Année | Voiture                  | Équipe                             | Équipiers                     | Résultat |
| ----- | ------------------------ | ---------------------------------- | ----------------------------- | -------- |
| 2007  | Zytek 07S/2              | Zytek Engineering / Barazi-Epsilon | Robbie Kerr / Haruki Kurosawa | 27e      |
| 2010  | Lola-Aston Martin B09/60 | Aston Martin Racing                | Stefan Mücke / Harold Primat  | 6e       |
| 2011  | Aston Martin AMR-One     | Aston Martin Racing                | Andy Meyrick / Harold Primat  | Abandon  |